# Число Райо
Число Райо — большое число, названное в честь Агустина Райо, который объявил самое большое число с собственным именем. Изначально ему было дано точное определение на «дуэли больших чисел» в Массачусетском технологическом институте 26 января 2007 года.
Определением числа Райо является вариация определения:

Самое маленькое число, большее, чем любое конечное число, определённое выражением на языке теории множеств с использованием гугола символов или меньше.

Позднее первоначальный вариант определения был уточнён, и теперь определение звучит следующим образом: «Самое маленькое число, большее, чем любое конечное число, которое может быть определено выражением на языке первого порядка теории множеств с использованием менее, чем гугола (10100) символов».
Формальное определение числа использует следующую формулу второго порядка, где [φ] — формула нумерации Гёделя, а s — назначение переменной:

∀R {

{для любой (закодированной) формулы [ψ] и любой переменной t

(R( [ψ],t) ↔

( ([ψ] = `xi ∈ xj' ∧ t(x1) ∈ t(xj)) ∨

([ψ] = `xi = xj' ∧ t(x1) = t(xj)) ∨

([ψ] = `(∼θ)' ∧ ∼R([θ],t)) ∨

([ψ] = `(θ∧ξ)' ∧ R([θ],t) ∧ R([ξ],t)) ∨

([ψ] = `∃xi (θ)' и, для некоторого  xi-вариантного t' от t, R([θ],t'))

)} →

R([φ],s)}

С учётом этой формулы число Райо определяется следующим образом:

Самое маленькое число, большее, чем любое конечное число m со следующим свойством: существует формула φ(x1) в языке первого порядка теории множеств (как представлено в определении `Sat') с менее, чем гуголом символов и x1, как единственной свободной переменной, такое что (1) существует назначение переменной s, определяющее m к x1, т. о., что Sat([φ(x1)], s) и (2) для любого назначения переменной t, если Sat([φ(x1)], t), то t определяет m к x1.